# Наличный мост
Нали́чный мост — автодорожный железобетонный рамный мост через реку Смоленку в Василеостровском районе Санкт-Петербурга, соединяет Васильевский остров и остров Декабристов. 

## Расположение
Расположен в створе Наличной улицы. Выше по течению находится Ново-Андреевский мост, ниже — мост Кораблестроителей.
Ближайшая станция метрополитена — «Приморская».

## Название
Своё название мост получил 19 мая 1975 года по наименованию Наличной улицы. 

## История
Мост через новое (спрямлённое) русло Смоленки сооружён в 1973—1975 годах по проекту инженера «Ленгипроинжпроекта» Е. А. Болтуновой и архитекторов «Ленпроекта» С. И. Евдокимова и П. М. Харитонова. Строительство выполнило СУ-4 треста «Ленмостострой» под руководством главного инженера Г. В. Смирнова. 
В 2005—2006 годах выполнен капитальный ремонт моста: ранее, в 2003—2005 годах, отмечался сильный прогиб консолей пролётного строения. Работы произведены СУ-2 ЗАО «Трест Ленмостострой» и компанией «Димас Универсал Строй». В ходе ремонта были устранены деформации замковой части пролётного строения, отремонтированы деформационные швы, асфальтобетонное покрытие, гранитная облицовка фасадов и обелисков.

## Конструкция
Мост однопролётный железобетонный, рамной системы c продольно-подвижным шарниром в середине пролета. Ригель рамы выполнен из сборных железобетонных элементов заводского изготовления, омоноличенных с «ногами» рамы. Балки-консоли смыкаются в середине пролёта посредством несовершенного шарнира. Шарниры устроены также и в основании «ног» рамы. «Ноги» рамы выполнены из монолитного железобетона на свайном основании. Наружная поверхность устоев и фасады моста облицованы гранитом. Общая длина моста составляет 49 м, ширина — 70 м. 
Мост предназначен для движения трамваев, автотранспорта и пешеходов. Проезжая часть моста включает в себя 6 полос для движения автотранспорта и 2 трамвайных пути. Покрытие проезжей части и тротуаров — асфальтобетон. Тротуары отделены от проезжей части высоким гранитным парапетом. Перильное ограждение металлическое, завершается на устоях гранитным парапетом. При въездах на мост установлены массивные железобетонные обелиски, облицованные гранитом. По углам моста устроены широкие гранитные лестничные спуски к воде.